# شروتي كابور
د. شروتي كابور (من مواليد 25 سبتمبر) خبيرة اقتصادية هندية وناشطة في مجال حقوق المرأة ورائدة أعمال اجتماعية، مؤسِّسة مبادرة «أمان - Safty» التي تهدف إلى تثقيف الشابات والفتيات وتمكينهن ضد جميع أشكال العنف.

## الخلفية
ولدت كابور في كانبور بالهند ثم انتقلت إلى الولايات المتحدة في عام 2000. بعد حصولها على درجة الماجستير في الاقتصاد من جامعة ماركيت، عملت خبيرة اقتصادية في البنك الدولي في واشنطن العاصمة لمدة عامين. بعد ذلك، انتقلت إلى كاليفورنيا لاستكمال درجة الدكتوراه في الاقتصاد، وبقيت مستشارة للبنك الدولي. بعد التخرج بدرجة الدكتوراه، درّست كابور الاقتصاد في كلية أوكسيدنتال لمدة عام.

## النشاط وريادة الأعمال الاجتماعية
أسست د. كابور «أمان» في يونيو 2013 كمبادرة لتثقيف الشابات والفتيات وتمكينهن ضد جميع أشكال العنف. تهدف المبادرة إلى تدريب الشابات والفتيات على الدفاع عن النفس، واستخدام أدوات السلامة بما في ذلك رذاذ الفلفل، والوعي بالقوانين والحقوق القانونية، وخلق حوار حول السلامة وما يجعل المرأة تشعر بعدم الأمان. حصلت «أمان» على جائزة خيار الشعب من قبل فيمفيرتايزنغ في عام 2015.
في مايو 2019، بدأت كابور عريضة عامة على موقع Charge.org لمعارضة ملجأين للنساء والأطفال في حيّها في بارك سلوب، بروكلين، مدينة نيويورك. في معارضتها للملاجئ ذكرت أن «تحديد موقع مبنيين كبيرين للمشردين في كتلتين متجاورتين ليس عدلاً لمجتمعنا»، وأنه سيكون لهما «تأثير سلبي على قيمة الممتلكات» على الرغم من عدم تقديم أي دليل على أن ملاجئ المشردين تؤثر على قيمة الممتلكات.

## مخاطبة الجماهير
بصفتها ناشطة، ألقت الدكتورة كابور خطابات للعديد من المنتديات العامة بما في ذلك منتدى الشباب في الأمم المتحدة في أغسطس 2016.
في أغسطس 2017، ألقت شروتي كلمةً في منتدى الشباب لصيف 2017 في الأمم المتحدة، وتناولت عملها حول استخدام التكنولوجيا لمعالجة المساواة بين الجنسين.
في مارس 2017، أدارت شروتي حلقة نقاش عن الشابات كقوة اقتصادية في منتدى الشباب (CSW61) في الأمم المتحدة.
في يناير 2017، ألقت شروتي خطابًا أمام منتدى الشباب الشتوي في الأمم المتحدة، تحدثت فيه عن التمكين الاقتصادي للشابات.
في نوفمبر 2016 -احتفالًا باليوم العالمي للقضاء على العنف ضد المرأة، الذي نظمته هيئة الأمم المتحدة للمرأة وشبكة النهوض بالشباب المشتركة بين وكالات الأمم المتحدة- تحدثت شروتي عن تأثير العنف ضد المرأة على التمكين الاقتصادي للشابات.
في أغسطس 2016، ألقت شروتي خطابًا أمام منتدى الشباب الصيفي في الأمم المتحدة في جلستين منفصلتين. ركز حديثها الأول على مشاركة الشباب في الأمم المتحدة. بينما ركز الحديث الثاني على الاستثمار في ريادة الشابات.

## الجوائز والتقديرات
اختيرت الدكتورة كابور من قبل منصة "Apolitical" كواحدة من أكثر الأشخاص تأثيرًا في السياسة العالمية 2019.
مهّدت وزارة تنمية المرأة والطفل الهندية للدكتورة كابور لتكون واحدة من أكثر ثلاثين امرأة تأثيرًا على شبكة الإنترنت 30 #WebWonderWomen كن يقدن جدول أعمال إيجابيًا للتغيير الاجتماعي عبر وسائل التواصل الاجتماعي.
اختارت ريتشتوبيا Richtopia الدكتورة كابور كأحد أفضل 100 قائد من المنظمات متعددة الأطراف على مستوى العالم في عام 2018.
عملت الدكتورة كابور في لجنة تحكيم مسابقة آنو ونافين جين التي تبلغ تكلفتها مليون دولار، "Women Safety Xprize".
حصلت الدكتورة كابور على جائزة المرأة الدولية للعام من وادي أوستا، إيطاليا (2015) وكانت في المركز الثاني. حصلت أيضًا على زمالة ريكس كارامفير العالمية في 23 مارس، في نيودلهي في حفل توزيع الجوائز الحصري.
في مارس 2016، كانت واحدة من أفضل 200 امرأة في الاتحاد الأوروبي على جدار المشاهير لتنمية العالم. كانت أيضًا واحدة من صانعات التغيير المرشحات لجولة الولايات المتحدة للمرأة 2016. وهي حائزة على جائزة للقصة ثلاث مرات مع نبض العالم.
في سبتمبر 2016، كانت شروتي واحدة من النساء اللاتي أدرجتهن "We are the City India" في القائمة المختصرة لجائزة النجم الصاعد لعام 2016 التي فازت بها. في أكتوبر 2016، اعتُرف بها كواحدة من «52 مناصرة للمرأة» من قبل موقع 52 Feminists.com.